# نمایشگاه سرگرمی‌های بزرگسال ای‌وی‌ان
نمایشگاه سرگرمی‌های بزرگسال ای‌وی‌ان (انگلیسی: AVN Adult Entertainment Expo (AEE) یک نمایشگاه بزرگسالان و نیز بازرگانی است که هر ساله در ماه ژانویه در درهٔ لاس وگاس نوادا برگزار می‌شود.